# Discodes
Discodes är ett släkte av steklar som beskrevs av Förster 1856. Discodes ingår i familjen sköldlussteklar.

## Dottertaxa tillDiscodes, i alfabetisk ordning[1][2]
- Discodes acanthopulvinariae
- Discodes aeneus
- Discodes anthores
- Discodes arizonensis
- Discodes atraphaxidis
- Discodes bicolor
- Discodes capitatus
- Discodes chubsukulensis
- Discodes coccophagus
- Discodes coccurae
- Discodes cowboy
- Discodes desertus
- Discodes differens
- Discodes discors
- Discodes emiliae
- Discodes encopiformis
- Discodes eriopeltis
- Discodes fulvescens
- Discodes indefinitus
- Discodes iophon
- Discodes ipaikalensis
- Discodes kopetdagensis
- Discodes kryzhanovskii
- Discodes melas
- Discodes minor
- Discodes monachus
- Discodes obscuriclavus
- Discodes planicornis
- Discodes rhizopulvinariae
- Discodes rubtzovi
- Discodes shenyangensis
- Discodes tamaricicola
- Discodes tenebrosus
- Discodes terebratus
- Discodes thyra
- Discodes trjapitzini
- Discodes tugaiensis
- Discodes unicolor
- Discodes valentinae